# Tupanci do Sul
Tupanci do Sul is een gemeente in de Braziliaanse deelstaat Rio Grande do Sul. De gemeente telt 1.781 inwoners (schatting 2009).

## Aangrenzende gemeenten
De gemeente grenst aan Barracão, Lagoa Vermelha, Santo Expedito do Sul en São José do Ouro.